# Abbaye du Jard
L'abbaye royale de Saint Jean-Baptiste du Jard ou Saint-Jean du Jard-de-la-Reine (de Jardo Regina), fondée au XIIe siècle, était située sur la commune de Voisenon (Seine-et-Marne), canton et arrondissement de Melun, et faisait partie du diocèse de Sens (actuellement de Meaux).

## Historique
Elle a d'abord été fondée en 1171 à Passy (Commune de Villebéon - 77), et érigée en abbaye en 1196 ou 1197. La reine Alix de Champagne, veuve du roi Louis VII, qui faisait de fréquents séjours au château royal du Jard où elle a peut-être donné naissance au futur Philippe Auguste en 1165, désira le transfert de l'abbaye vers ce château. En 1203 l'évêque de Sens Pierre de Corbeil approuva cette translation, confirmée par Innocent III en 1204. 
Dépendant de l'abbaye Saint-Victor de Paris, l'abbaye du Jard possédait une partie des terres de Vert-Saint-Denis ainsi que les prieurés de Melun, Sarnois et Villebéon. Elle percevait également les bénéfices de Boisgalon, Courcelles, Notre-Dame du Pré, Passy, Roiblay, Tréyans (dit aussi Tréhans) et Villechavant (à Villebougis - 89).
L'abbaye accueillit des ermites de Pacy, près de Villebéon, soumis à la règle de saint Augustin ; et des religieux de Saint-Victor de Paris.
L'église abbatiale fut consacrée sous le vocable de saint Jean-Baptiste. La grande richesse de sa décoration la fit surnommer le « Saint-Denis des comtes de Melun ».
L'écrivain Claude-Henri de Fusée  (1708-1775), comte de Voisenon, fut abbé du Jard de 1741 à sa mort.
Il ne subsiste aujourd'hui de l'abbaye que la façade du château du Jard à Voisenon, ancien bâtiment conventuel en brique et pierre de style Louis XIII, ainsi qu'une glacière souterraine du XVIIIe siècle parfaitement conservée, au milieu d'un parc de 45 hectares.
L'abbaye possédait un manoir à Rubelles, attesté dès le XIIIe siècle.

## Liste des abbés
- 1194-1213 : Geoffroy
- 1213-1234 : Hervé
- 1235-1253 : Renaud
- 1253-1261 : Gilbert
- 1261-1266 : Jean I
- 1266-1271 : Jean II de Celle
- 1271-1284 : Thomas
- 1285-1305 : Pierre I
- 1305-1315 : Jean III
- 1315-1329 : Guillaume I de Thienville
- 1329-1333 : Vincent d’Escrenis
- 1333-1349 : Gilles I du Petit-Paris
- 1349-1369 : Guillaume I du Lys
- 1369-1391 : Hugues de Mons-Gison
- 1391-1400 : Guillaume III de Bombon
- 1400-1416 : Pierre II Petitbon
- 1416-1470 : Gilles II Gilbert
- 1470-1501 : Étienne Gale
- 1501-1523 : Pierre III Magnet
- 1523-1540 : Pierre IV Rousselet
- 1540-1543 : Vacance
- 1543-1556 : cardinal Philibert I Babou de La Bourdaisière de Givray  (1)
- 1556-1560 : Philibert II Babou de La Bourdaisière de Givray
- 1560-1569 : cardinal Philibert I Babou de La Bourdaisière de Givray  (2)
- 1569-1600 : Hannibal de Rucellay
- 1600-1611 : Louis I de Rucellay
- 1611-1645 : Thibaud Henning
- 1645-1653 : Nicolas-François Brûlart de Sillery (mort après 1689)
- 1653-1657 : François de Rébé d’Amplepuis (1)
- 1657-1659 : Vacance
- 1659-1664 : Louis II Fouquet de Vaux
- 1664-1665 : François de Rébé d’Amplepuis (2)
- 1665-1668 : Vacance
- 1668-1684 : Jean-Louis de Fromentières des Etangs
- 1684-1733 : Louis III du Four de Longuerue
- 1733-1742 : Henri-Ignace Chaumont de La Galaizière
- 1742-1775 : Claude-Henri de Fusée de Voisenon

Source : Gallia Christiana

### Article lié
- Liste d'abbayes augustiniennes de France